# Station Orchamps
Station Orchamps is een spoorwegstation in de Franse gemeente Orchamps.